# Улица Героев Хасана (Пермь)
Улица Геро́ев Хаса́на — магистральная улица города Перми, «южные ворота» города. Берёт начало от Комсомольской площади, следуя в южном направлении, переходит в трассу Пермь—Екатеринбург (автодорога Р242). Названа в честь участников боевых действий у озера Хасан.

## История
Большая часть улицы проходит по историческому Сибирскому тракту, который в Перми начинался на улице Сибирской у Сибирской заставы, примерно на уровне главной аллеи Парка Горького, проходил до современной площади Карла Маркса, по улице Чернышевского и далее по нынешней улице Героев Хасана. До 1961 года улица так и называлась Сибирский тракт, как и во многих других городах, через которые он проходил.
При проектировании южной части Комсомольского проспекта, который тогда назывался проспектом Сталина, основной грузовой поток был выведен на улицу Героев Хасана, которая идёт параллельно. Тогда появился участок между Комсомольской площадью и ул. Чернышевского.

## География
Целиком располагается в Свердловском районе города Перми. Геометрически является продолжением основной части Комсомольского проспекта. Пересекает магистральную улицу Чкалова, которая соединяет Свердловский район с Индустриальным и Мотовилихинским районами. Вдоль магистрали расположены городские микрорайоны: Свердловский (Тихий Компрос), Зелёное хозяйство, Леваневского, Владимирский (Загарье), Липовая гора.
От улицы Героев Хасана берёт начало Бродовский тракт, соединяющий Пермь с отдалёнными микрорайонами Соболи, Голый Мыс и Ново-Бродовский.

## Архитектура
На участке от Комсомольской площади до улицы Чкалова архитектура продолжает стилистику сталинского ампира, в котором построен Комсомольский проспект и в особенности район «Тихого Компроса», к которому примыкает улица Героев Хасана. Из примечательных сооружений стоит выделить Башню смерти — здание Управления внутренних дел Пермского края, расположенное в начале улицы на Комсомольской площади.
После сквера имени М. И. Субботина, расположенного на улице Чкалова, улица Героев по большей части проходит вдоль промзоны группы предприятий «Пермские моторы», ТЭЦ-6, ЖБК-1 и других промышленных предприятий Свердловского района Перми. На выезде из города проходит под железнодорожным путепроводом Транссиба.

## Транспорт
Наряду с улицами Куйбышева и Сибирской, а также Комсомольским проспектом входит в ряд основных магистралей меридионального направления, соединяющих южную и северную части Перми. По улице проходят автобусные маршруты, следующие в микрорайоны Владимирский, Липовая гора, Юбилейный.
В советское время были проведены трамвайная (один маршрут) и троллейбусные (четыре маршрута) линии до завода им. Октябрьской революции (позднее — «Велта»). После закрытия завода троллейбусное движение было значительно сокращено, до ликвидации троллейбусного движения в Перми (2019 год) по улице Героев Хасана ходил лишь один троллейбусный маршрут. Действующую трамвайную линию планируется продлить до микрорайона Владимирский.
На пересечении с улицей Ижевской расположена автостанция «Южная», которая обслуживает пригородные маршруты южного направления: Мостовая, Звёздный, Калинино, Кунгур, Суксун и другие.